# Muhammad Iqbal
Muhammad Iqbal, Ikbal (ur. 9 listopada 1877 w Sijalkocie, zm. 21 kwietnia 1938) – indyjski teolog muzułmański, mistyk, filozof, działacz polityczny, poeta i prawnik; obywatel Wielkiej Brytanii.
Urodził się w Sijalkocie. Studiował w Trinity College na Uniwersytecie Cambridge  i w Monachium. W 1908 r. został członkiem palestry. Powrócił do Indii, aby podjąć praktykę prawniczą i został mianowany profesorem filozofii. Zdobył pozycję czołowego poety tworzącego w językach urdu i perskim. Uczestniczył w konferencjach okrągłego stołu w 1931 i 1932 r. Był mistykiem przybierając imię „Ja” i Jedności Boga. Jego wykłady zebrane w tomie Odbudowa religijnej myśli islamskiej (org.: The Reconstruction of Religious Thought in Islam), wydanym w 1934 r., odegrały ważną rolę w umacnianiu wiary we własne siły wśród społeczności muzułmańskiej. W programowym przemówieniu do członków Ligi Muzułmańskiej, której był aktywnym działaczem, podczas jej konferencji w Allahabadzie, przedstawił koncepcję oddzielnego państwa muzułmańskiego, o charakterze republiki islamskiej, w północno-zachodnich Indiach. W kwestii tej dyskutował m.in. z Mahatmą Gandhim. Doczekała się ona jednak realizacji dopiero 9 lat po jego śmierci w postaci państwowości pakistańskiej.